# Cania
Cania è un comune della Moldavia situato nel distretto di Cantemir di 3.713 abitanti al censimento del 2004

## Località
Il comune è formato dall'insieme delle seguenti località: (popolazione 2004)
- Cania (2.816 abitanti)
- Iepureni (897 abitanti)